# Cœurs purs
Pour plus de détails, voir Fiche technique et Distribution.
Cœurs purs (Cuori puri) est un film italien réalisé par Roberto De Paolis et sorti en 2017. Le film a été présenté lors de la Quinzaine des réalisateurs au Festival de Cannes 2017.

## Synopsis
Agnese, une jeune femme de dix-huit ans, élevée par sa mère dans la ferveur religieuse, cherche à préserver sa virginité jusqu'au mariage. Stefano, vingt-cinq ans, marginal au passé turbulent, essaie de s'intégrer socialement en exerçant la fonction de gardien de parking près d'un camp de Roms. Ils se rencontrent et finissent par s'aimer. Leur histoire sentimentale se heurte pourtant à bien des obstacles...

## Fiche technique
- Titre : Cœurs purs
- Titre original : Cuori puri
- Réalisation : Roberto De Paolis
- Scénario : Roberto De Paolis, Luca Infascelli (it), Carlo Salsa, Greta Scicchitano
- Musique : Emanuele De Raymondi
- Photographie : Claudio Cofrancesco - Couleur
- Montage : Paola Freddi
- Décors : Rachele Meliadò
- Costumes : Loredana Buscemi
- Production : Carla Altieri, R. De Paolis - Young Films, RAI Cinema, MiBACT
- Pays d'origine :  Italie
- Genre : drame
- Durée : 115 minutes
- Dates de sortie :
  - Italie : 24 mai 2017
  - France : 23 mai 2017 au Festival de Cannes et 3 janvier 2018 en salles

## Distribution
- Selene Caramazza : Agnese
- Simone Liberati : Stefano
- Barbora Bobulova : Marta
- Stefano Fresi (it) : Don Luca
- Edoardo Pesce : Lele
- Antonella Attili : Angela